# Dulacia redmondii
Dulacia redmondii là một loài thực vật có hoa trong họ Olacaceae. Loài này được Steyerm. mô tả khoa học đầu tiên năm 1978.